# Метропольная общинная церковь

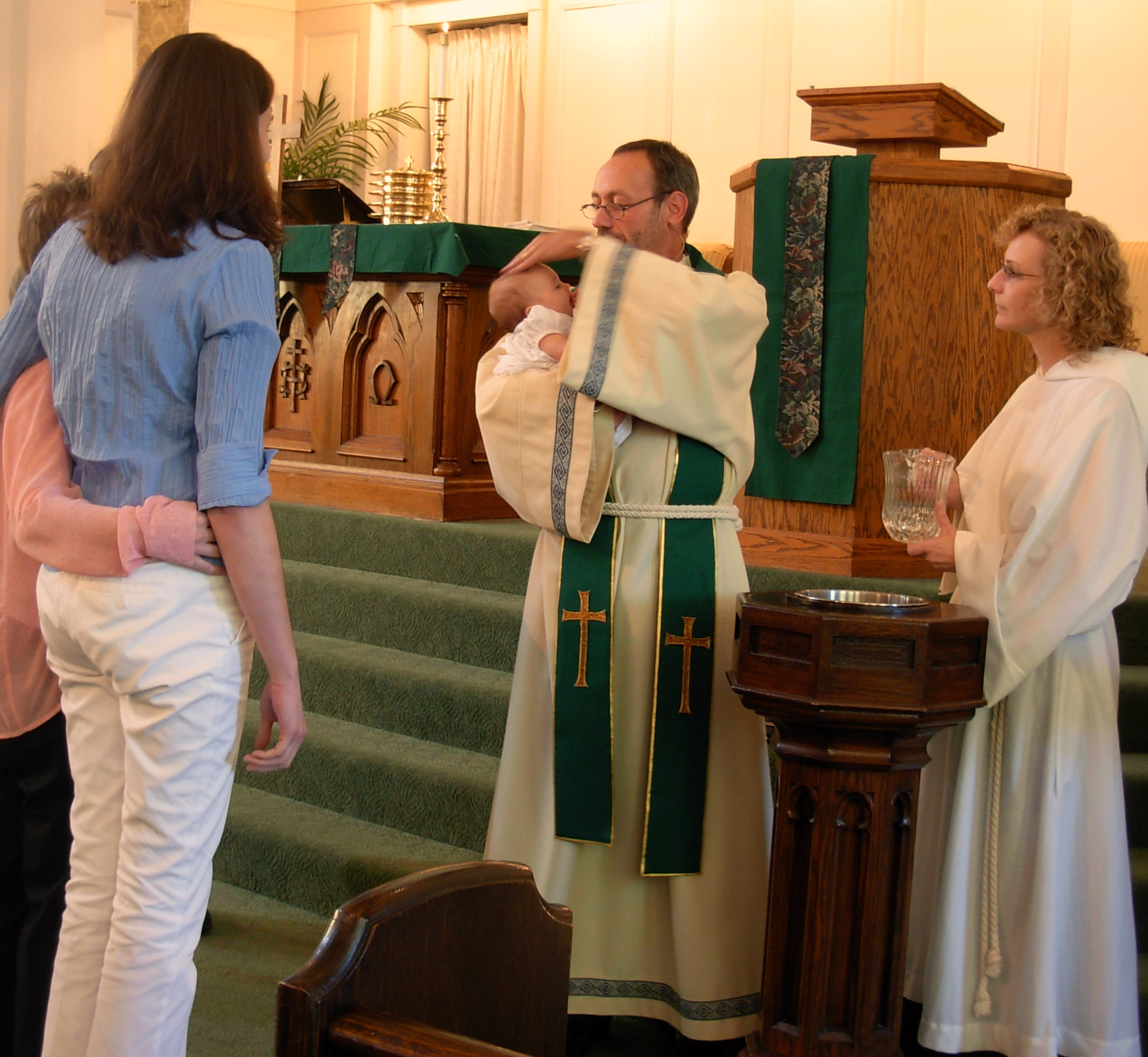
Крещение в MCC

Метропольная общинная церковь (англ. Metropolitan Community Church, MCC), или Всемирное содружество метропольных общинных церквей (The Universal Fellowship of Metropolitan Community Churches, UFMCC), — международная протестантская церковь, в основном действующая в США.
Это одна из наиболее либеральных религиозных организаций в отношении женщин, гомосексуалов и трансгендерных людей, в социальной и духовной помощи которым декларирует свою миссию. Она стала ведущей силой в развитии квир-богословия.

## История
Церковь была основана в 1968 году в Лос-Анджелесе в качестве пятидесятнической церкви. Основатель и первый глава церкви, Трой Перри — бывший священник Церкви Бога пророчеств, отлучённый за гомосексуальность в двух конгрегациях этой церкви, после чего основавший собственную религиозную организацию). По его задумке, эта церковь должна быть открытой к представителям ЛГБТ, а также обеспечивать им возможность проводить религиозные церемонии.
Церковь была прорекламирована в ЛГБТ-журнале «The Advocate», вначале собиралась у Перри дома и благодаря харизматичности Перри стала быстро расти.
Изначально целью церкви была нормализация отношения к гомосексуальности в христианстве, а также изменение отношения других религиозных организаций к геям и лесбиянкам. Постепенно церковь стала действовать на постоянной основе.
К 1972 году церковь обращала повышенное внимание на нужды женщин и представителей меньшинств, открыто принимала гомосексуалов, а к 1973 году также начала двигаться от пятидесятничества в сторону экуменизма. В 1972—1974 годах Перри обвенчал 250 гомосексуальных пар.
В 1972 году церковь начала рукополагать женщин в священники: к 1989 году 40 % священников были женщинами, к 2009 году женщин среди священников стало чуть больше, чем мужчин. Если в 1972 году у церкви было 23 аффилированных церкви, то в 1997 году в ней состояло 42 тысячи прихожан в примерно 300 конгрегациях в 30 странах, из них 250 конгрегаций — в США. Церковь известна созданием ЛГБТ-версии Библии.
По состоянию на 2011 год, Метропольной общинной церкви отказано в членстве в Национальном совете церквей США, при этом церковь участвует в отдельных программах Национального совета церквей, непосредственно относящихся к МСС. Церковь имеет статус наблюдателя во Всемирном совете церквей.
Современная церковь не принадлежит к конкретной деноминации: она использует смесь англиканских, пятидесятнических и мейнстримных обрядов.

## Нападения и поджоги
MCC была объектом антигомосексуальных нападений, в результате которых были убито несколько священников этой церкви. Писательница и лесбийская феминистка Маргарет Круикшанк отмечает, что это были «одни из самых жестоких антигомосексуальных нападений».
По данным американского историка и сексолога Верна Буллоу, в 1968—1990 годах было сожжено 17 церквей или иных мест, где члены MCC собирались для молитв. При одном из самых крупных поджогов, в Новом Орлеане, погибло 29 прихожан.